# Dovray (Minnesota)
Pour les articles homonymes, voir Dovray.
Dovray est une ville américaine située dans le Comté de Murray, dans le Minnesota. Selon le recensement de 2020, sa population est de 58 habitants.